# Paquita Rico
(Nume spaniole: primul, numele de familie al tatălui: Rico, al doilea, numele de familie al mamei: Martínez)
Paquita Rico  născută Francisca Rico Martínez (n. 13 octombrie 1929, Triana⁠(d), Andaluzia, Spania – d. 9 iulie 2017, Sevilla, Andaluzia, Spania) a fost o cântăreață de Copla-andaluza și actriță spaniolă. Printre cele mai cunoscute filme ale sale se numără Brindis a Manolete (1948), María Morena (1951) și Fata cu ulciorul (1954).

## Biografie
S-a născut în 1929 în cartierul Triana (în sp: barrio de Triana) din orașul Sevilla, fiica lui Alberto Rico și Francisca Martínez. Avea trei frați. De mică a luat lecții de canto cu Adelita Domingo, cursuri pe care le plătea cu banii câștigați ca ucenic coafor. După ce a participat la un concurs de radio, și-a făcut debutul pe scenă încă foarte tânăr în baletul spaniol de la Montemar împreună cu Carmen Sevilla și Ana Esmeralda. A început să lucreze în compania lui Pepe Pinto. A fost descoperită de regizorul Florián Rey și în 1948 a jucat în primul ei film sub regia lui, Brindis a Manolete, care i-a dat imediat o mare popularitate. Au urmat comedii, scenete și drame, precum și numeroase filme folclorice.
La sfârșitul anilor 1940, a înregistrat primele sale albume pentru casa de discuri Columbia. În anii succesivi a atins statutul de vedetă preferată a cinematografiei spaniole, continuându-și și cariera de cântăreț popular. A câștigat un premiu la Festivalul de Film de la Cannes pentru interpretarea sa din Debla, fecioara țigană (1951). A călătorit în Mexic pentru a participa la turnarea filmului Prisoner of the Past (1954) cu Enrique Rambal și Joaquín Cordero.
Cel mai mare succes cinematografic al ei a venit în 1958, când a interpretat rolul Reginei María de las Mercedes de Orleans y Borbón (prima soție a lui Alfonso al XII-lea, care a murit prematur) în melodrama regizată de argentinianul Luis César Amadori Unde te duci, Alfonso al XII-lea? (¿Dónde vas, Alfonso XII?).
Doi ani mai târziu, Paquita Rico s-a cuplat cu prietenele ei (și rivalele artistice) Lola Flores și Carmen Sevilla în filmul El balcon de la luna, o producție atipică deoarece a reunit trei vedete care au jucat de obicei în filme concepute pentru strălucirea lor individuală.
Din punct de vedere muzical, Paquita a fost promovată de Pepe Pinto (1903-1969), un prieten al lui Pepe Marchena și La Niña de los Peines (de fapt, José Torres Garzón și Pastora María Pavón Cruz, care s-au căsătorit în 1931). Au dus-o în turneu prin Spania. Cântece precum Maria de las Mercedes și Mi Rita Bonita sunt niște cople populare de Paquita Rico.
Paquita Rico a decedat în iulie 2017, la vârsta de 87 de ani, în orașul ei natal, Sevilla.

## Filmografie selectivă
- 1948 Brindis a Manolete, regia Florian Rey
- 1949 ¡Olé torero!, regia Benito Perojo
- 1950 Rumbo, regia Ramón Torrado
- 1951 La virgen gitana, regia Ramón Torrado
- 1951 María Morena, regia José María Forqué și Pedro Lazaga
- 1952 Luna de sangre, regia Francisco Rovira Beleta
- 1953 La alegre caravana, regia Ramón Torrado
- 1954 Fata cu ulciorul (La moza de cántaro), regia Florian Rey
- 1954 El duende de Jerez, regia Daniel Mangrané
- 1954 Malvaloca, regia Ramón Torrado
- 1954 Prisionera del pasado, regia Tito Davison
- 1955 Suspiros de Triana, regia Ramón Torrado
- 1955 Lo scapolo, regia Antonio Pietrangeli
- 1956 Curra Veleta, regia Ramón Torrado
- 1956 Una spada per due cuori, regia Antonio Román
- 1957 À la Jamaïque, regia André Berthomieu
- 1957 Les lavandières du Portugal, regia Pierre Gaspard-Huit și Ramón Torrado
- 1958 ¡Viva lo imposible!, regia Rafael Gil
- 1958 La tirana, regia Juan de Orduña
- 1959 ¿Dónde vas, Alfonso XII?, regia Luis César Amadori
- 1959 S.O.S., abuelita, regia León Klimovsky
- 1962 Ventolera, regia Luis Marquina
- 1962 La viudita naviera, regia Luis Marquina
- 1962 Historia de una noche, regia Luis Saslavsky
- 1961 I fuorilegge della valle solitaria (Tierra brutal), regia Michael Carreras
- 1962 El balcón de la Luna, regia di Luis Saslavzky
- 1964 Le tardone, episodio "Canto flamenco", regia Marino Girolami și Javier Setó
- 1965 Sábado 64 - serial TV, 1 episod
- 1969 El taxi de los conflictos, regia Antonio Ozores și José Luis Sáenz de Heredia
- 1977 Viva/muera Don Juan Tenorio, regia Tomás Aznar
- 1979 Los mitos - serial TV, 1 episod
- 1983 El Cid cabreador, regia Angelino Fons
- 1997 Hostal Royal Manzanares - serial TV, 1 episod
- 1998 Manos a la obra - serial TV, 1 episod